# 1936년 동계 올림픽 크로스컨트리
1936년 동계 올림픽의 크로스컨트리는 1936년 2월 10일부터 2월 15일까지 독일 가르미슈파르텐키르헨에서 경기가 진행되었다.

## 참가 국가
22개국에서 온 58명의 선수들이 대회에 참가하였다.
| - 그리스 (1명) - 노르웨이 (7명) - 독일 (10명) - 라트비아 (5명) - 루마니아 (4명) - 미국 (6명) |  | - 불가리아 (4명) - 스위스 (4명) - 스웨덴 (9명) - 스페인 (4명) - 에스토니아 (1명) - 영국 (1명) |  | - 오스트리아 (5명) - 유고슬라비아 (6명) - 이탈리아 (7명) - 일본 (5명) - 체코슬로바키아 (6명) |  | - 캐나다 (4명) - 튀르키예 (4명) - 폴란드 (4명) - 프랑스 (4명) - 핀란드 (7명) |

## 메달 집계

### 최종 순위
| 순위 | 국가     | 금메달 | 은메달 | 동메달 | 합계 |
| ---- | -------- | ------ | ------ | ------ | ---- |
| 1    | 스웨덴   | 2      | 1      | 2      | 5    |
| 2    | 핀란드   | 1      | 0      | 1      | 2    |
| 3    | 노르웨이 | 0      | 2      | 0      | 2    |
| 합계 | 합계     | 3      | 3      | 3      | 9    |

### 메달리스트
| 종목                 | 금                              | 은                         | 동                        |
| -------------------- | ------------------------------- | -------------------------- | ------------------------- |
| 18 km 자세히         | 에릭 아우구스트 라르손 · 스웨덴 | 오드비요른 하겐 · 노르웨이 | 페르케 니에미 · 핀란드    |
| 50 km 자세히         | 엘리스 비크룬드 · 스웨덴        | 악셀 비크스트룀 · 스웨덴   | 닐스 요엘 엥룬드 · 스웨덴 |
| 4 x 10km 계주 자세히 | 핀란드 (FIN)                    | 노르웨이 (NOR)             | 스웨덴 (SWE)              |

## 참조
- (영어) IOC 데이터베이스